# 汉津
汉津是一古代地名，指在今湖北省荊門市沙洋縣邊漢水的渡口。漢獻帝建安七年（公元202年），劉備在當陽長坂被曹軍大敗，他想向南渡過長江再圖發展。當他到達南郡（今湖北荊州）時遇到了前來聯盟的魯肅，這加強了他抗曹的決心。於是他從漢津東渡，到達夏口（今湖北漢口）和公子劉琦會合，併力抗曹。唐尉遲恭統領此地時，將汉津改名為沙洋。